# Liste der Fabeln von La Fontaine
Die Liste der Fabeln von La Fontaine enthält eine alphabetische Auflistung der Fabeln (frz. Fables) des französischen Dichters Jean de La Fontaine (1621–1695), die in zwölf Büchern erschienen.

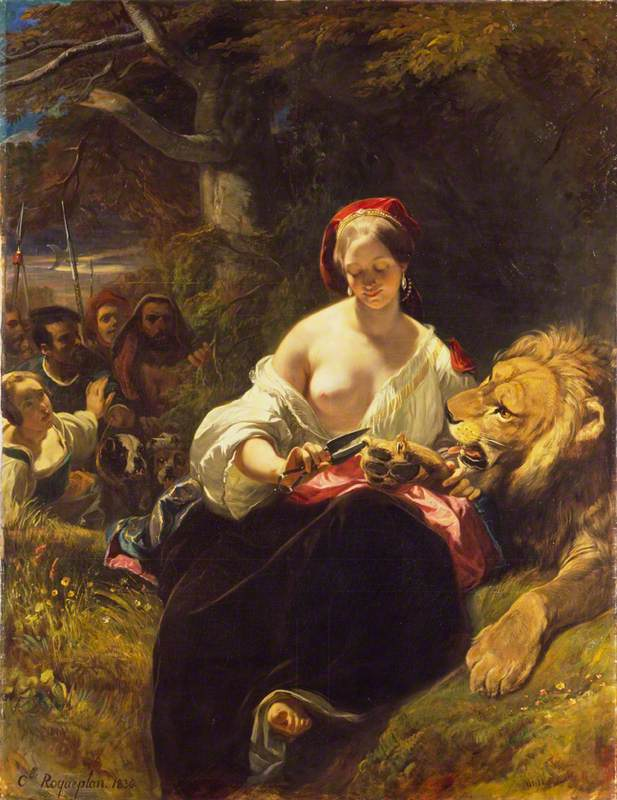
Camille Roqueplan: The Lion in Love (1836)

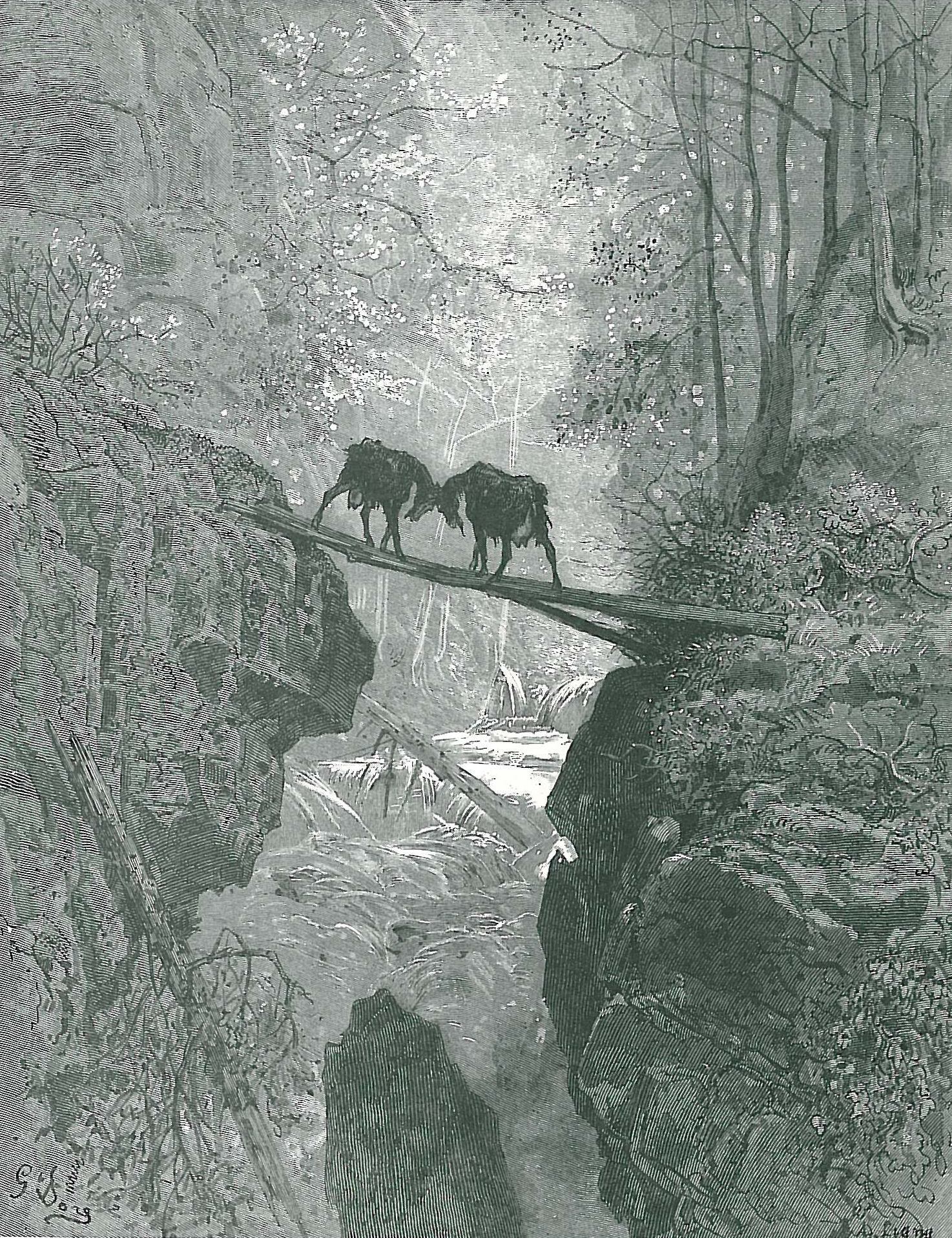
Illustration von Doré zu Les deux chèvres (Die beiden Ziegen)

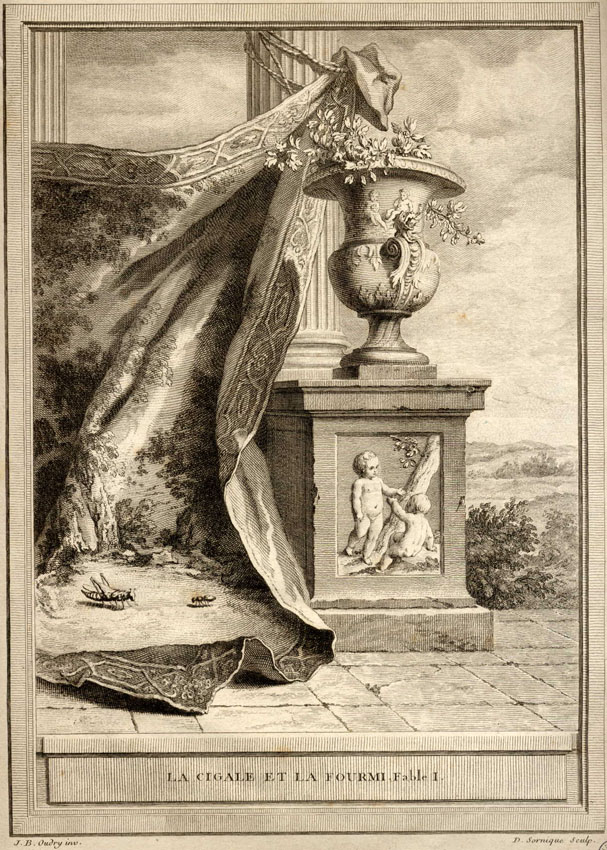
Illustration zu La cigale et la fourmi (Die Grille und die Ameise) (18. Jhd.)

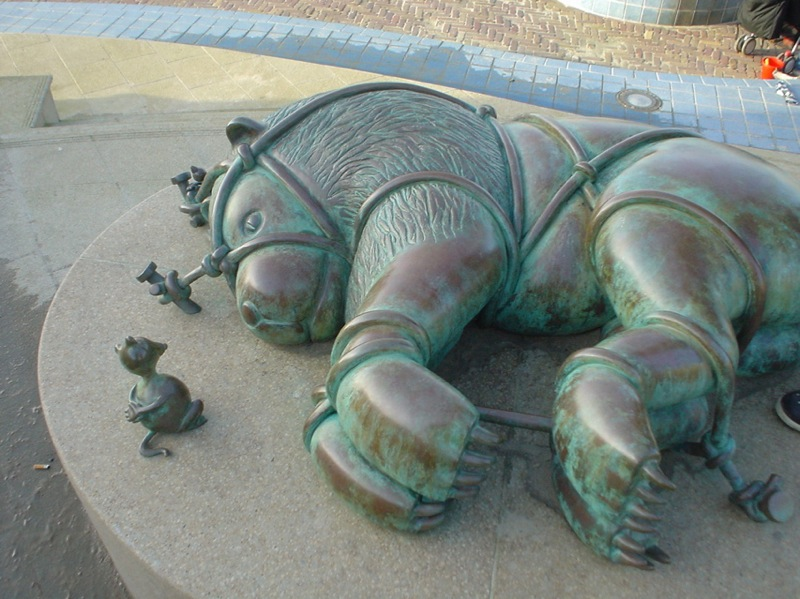
Skulptur zu Le lion et le rat (Der Löwe und die Ratte)

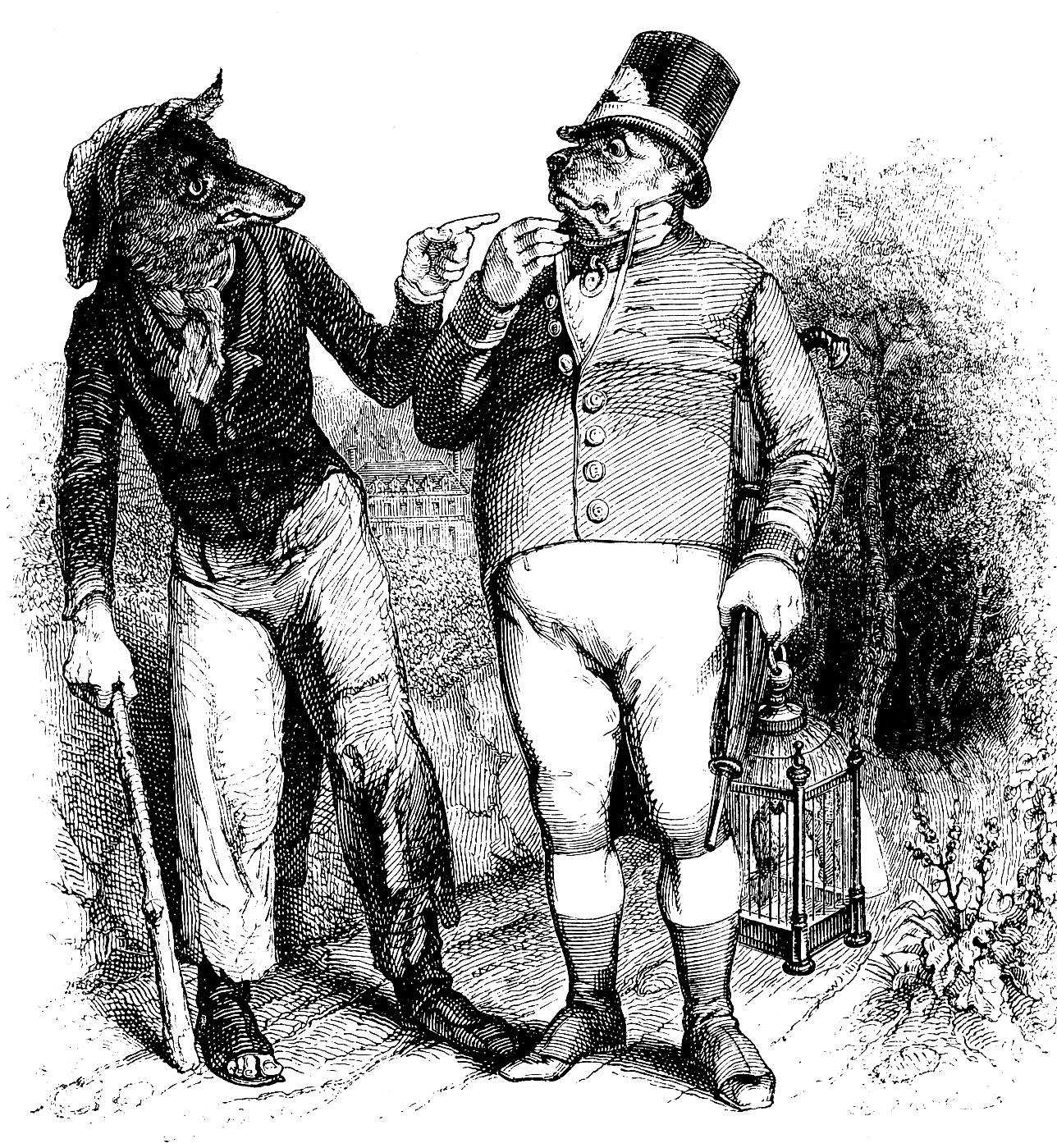
Illustration von Grandville zu Le loup et le chien (Der Wolf und der Hund)

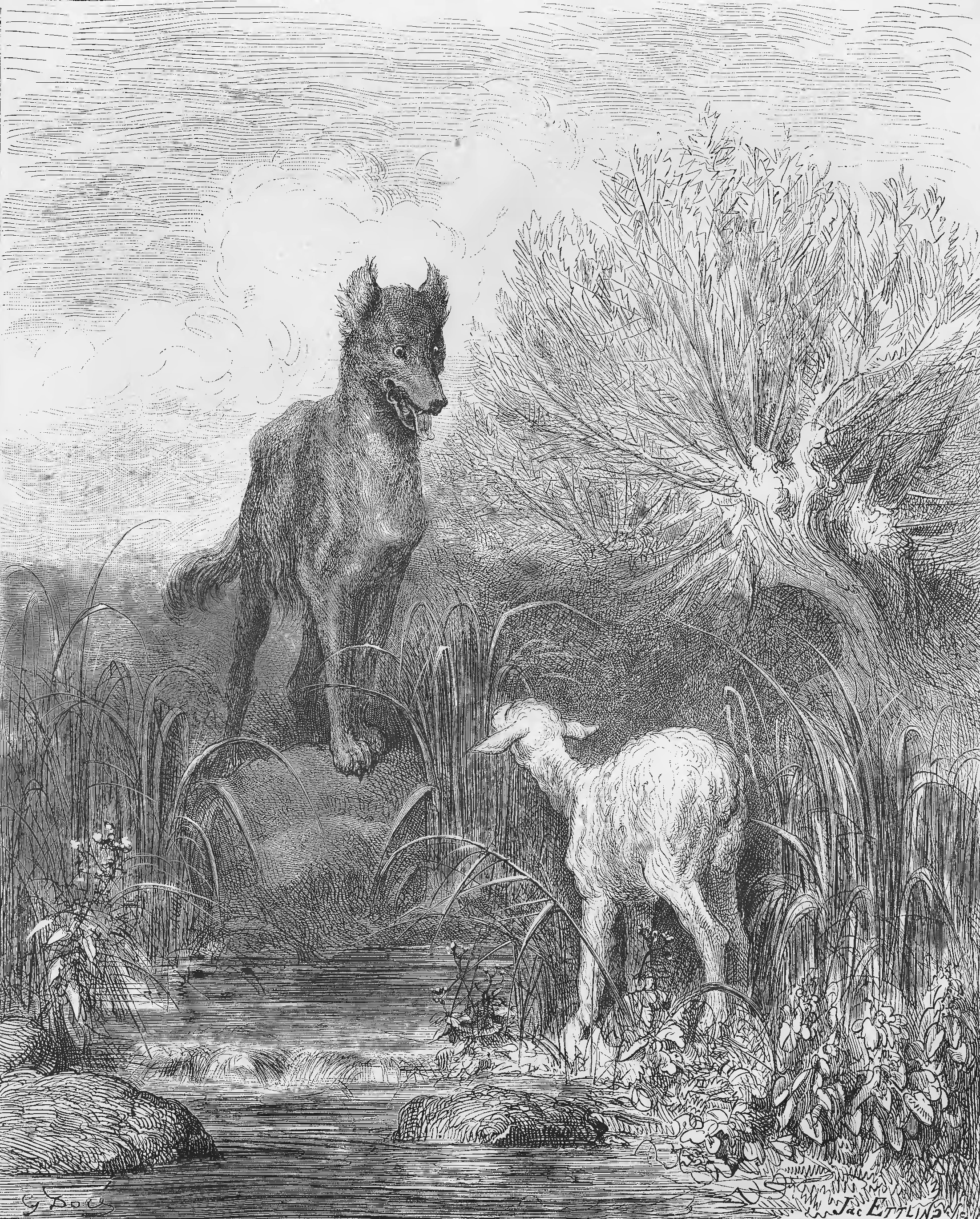
Illustration von Doré zu Le loup et l’agneau (Der Wolf und das Lamm)

## A
- À Madame de Montespan (An Frau von Montespan)
- L'Aigle et l'Escarbot Der Adler und der Käfer
- L'Aigle et la Pie Der Adler und die Elster
- L'Aigle et le Hibou Der Adler und die Eule
- L'Aigle, la Laie et la Chatte Der Adler, die Wildsau und die Katze
- L'Alouette et ses petits, avec le Maître d'un champ Die Lerche mit ihren Jungen und der Gutsbesitzer
- L'Amour et la Folie Amor und die Torheit
- L'Âne chargé d'éponges, et l'Âne chargé de sel Der mit Schwämmen und der mit Salz beladene Esel
- L'Âne et le Chien Der Esel und der Hund
- L'Âne et le Petit Chien Der Esel und das Hündlein
- L'Âne et ses maîtres Der Esel und seine Herren
- L'Âne portant des reliques Der Esel mit den Reliquien
- L'Âne vêtu de la peau du lion Der Esel in der Löwenhaut
- Un animal dans la Lune Ein Tier im Mond
- Les Animaux malades de la peste Die pestkranken Tiere
- L'Araignée et l'Hirondelle Die Spinne und die Schwalbe
- L'Astrologue qui se laisse tomber dans un puits Vom Sterngucker, der in einen Brunnen fiel
- L'Avantage de la Science Der Vorzug der Wissenschaft
- L'Avare qui a perdu son trésor Der Geizige, der seinen Schatz verlor

## B
- Le Bassa et le Marchand Der Pascha und der Kaufmann
- La Belette entrée dans un grenier Das Wiesel im Kornspeicher
- Belphégor Belphegor
- Le Berger et la Mer Der Hirte und das Meer
- Le Berger et le Roi Der Hirte und der König Der Schäfer und der König
- Le Berger et son troupeau Der Hirte und seine Herde
- La Besace Der Quersack
- Le Bûcheron et Mercure Der Holzhauer und Merkur

## C
- Le Cerf et la Vigne Der Hirsch und der Weinstock
- Le Cerf se voyant dans l'eau Der Hirsch, der sich im Wasser spiegelt
- Le Cerf malade Der kranke Hirsch
- Le Chameau et les Bâtons flottants Das Kamel und die schwimmenden Stäbe
- Le Charlatan Der Scharlatan
- Le Chartier embourbé Der Kärrner, der sich festgefahren
- Le Chat et un vieux rat Die Katze und eine alte Ratte
- Le Chat et les Deux Moineaux Die Katze und die zwei Spatzen
- Le Chat et le Renard Die Katze und der Fuchs
- Le Chat et le Rat Die Katze und die Ratte
- Le Chat, la Belette, et le Petit Lapin Die Katze, das Wiesel und das Kaninchen
- La Chatte métamorphosée en femme Die in ein Weib verwandelte Katze
- La Chauve-souris et les Deux Belettes Die Fledermaus und die beiden Wiesel
- La Chauve-souris, le Buisson, et le Canard Die Fledermaus, der Busch und die Ente
- Le Chêne et le Roseau Die Eiche und das Schilfrohr
- Le Cheval et l'Âne Das Pferd und der Esel
- Le Cheval et le Loup Das Pferd und der Wolf
- Le Cheval s'étant voulu venger du cerf Das Pferd, das sich an dem Hirsch rächen wollte
- Le Chien à qui on a coupé les oreilles Der Hund, dem man die Ohren abgeschnitten
- Le Chien qui lâche sa proie pour l'ombre Der Hund, der seine Beute für einen Schatten fallen lässt
- Le Chien qui porte à son cou le dîné de son maître Der Hund, der seines Herrn Abendbrot am Halse trug
- Le Cierge Die Wachskerze
- La Cigale et la Fourmi Die Grille und die Ameise
- Le Coche et la Mouche Die Kutsche und die Fliege
- Le Cochet, le Chat, et le Souriceau Der Hahn, die Katze und das Mäuschen
- Le cochon, la chèvre et le mouton Das Schwein, die Ziege und der Hammel
- La Colombe et la Fourmi Die Taube und die Ameise
- Le Combat des Rats et des Belettes Der Kampf der Ratten und der Wiesel
- Les Compagnons d'Ulysse Die Gefährten des Odysseus
- Conseil tenu par les rats Der Rat der Ratten
- Contre ceux qui ont le goût difficile Gegen die Krittler
- Le Coq et la Perle Der Hahn und die Perle
- Le Coq et le Renard Der Hahn und der Fuchs
- Le Corbeau et le Renard Der Rabe und der Fuchs
- Le Corbeau voulant imiter l'aigle Der Rabe, der den Adler nachahmen wollte
- Le Corbeau, la Gazelle, la Tortue et le Rat Der Rabe, die Gazelle, die Schildkröte und die Ratte
- La Cour du lion Der Hof des Löwen
- Le Curé et le Mort Der Pfarrer und der Tote
- Le Cygne et le Cuisinier Der Schwan und der Koch

## D
- Daphnis et Alcimadure Daphnis und Alcimadure
- Démocrite et les Abdéritains Demokrit und die Abderiten
- Le Dépositaire infidèle Der ungetreue Verwalter
- Les Deux Amis Die zwei Freunde
- Les Deux Aventuriers et le Talisman Die zwei Abenteurer und der Talisman
- Les Deux Chèvres Die beiden Ziegen
- Les Deux Chiens et l'Âne mort Die beiden Hunde und der tote Esel
- Les Deux Coqs Die zwei Hähne
- Les Deux Mulets Die zwei Maultiere
- Les Deux Perroquets, le Roi et son fils Die beiden Papageien, der König und sein Sohn
- Les Deux Pigeons Die beiden Tauben
- Les Deux Rats, le Renard et l'Œuf Die beiden Ratten, der Fuchs und das Ei
- Les Deux Taureaux et une grenouille Die beiden Stiere und der Frosch
- Les Devineresses Die Göttinnen
- Les Dieux voulant instruire un fils de Jupiter Die Götter, die einen Sohn Jupiters unterrichten wollten
- La Discorde Die Zwietracht
- Le Dragon à plusieurs têtes et le Dragon à plusieurs queues Der vielköpfige und der vielschwänzige Drache
- Les Discours à Monsieur le Duc de La Rochefoucauld Rede an den Herzog von La Rochefoucauld (Die Kaninchen)
- Discours à Madame de La Sablière Eine Betrachtung, der Frau de la Sablière gewidmet (Die beiden Ratten, der Fuchs und das Ei)

## E
- L'Écolier, le Pédant et le Maître d'un jardin Der Schüler, der Schulfuchs und der Gartenbesitzer
- L'Écrevisse et sa fille Der Krebs und sein Junges
- L'Éléphant et le Singe de Jupiter Der Elefant und der Affe Jupiters
- L'Enfant et le Maître d'école Das Kind und der Schulmeister
- L'Enfouisseur et son compère Der Mann, der seinen Schatz vergräbt, und sein Gevatter
- L'Éducation Die Erziehung

## F
- Le Faucon et le Chapon Der Falke und der Kapaun
- La Femme noyée Die ertrunkene Frau
- Les Femmes et le Secret Die Frauen und das Geheimnis
- Le Fermier, le Chien et le Renard Der Pächter, der Hund und der Fuchs
- La Fille Das Mädchen
- Les Filles de Minée Die Töchter des Minyas
- La Forêt et le Bûcheron Der Wald und die Holzhauer
- La Fortune et le Jeune Enfant Das Glück und das kleine Kind
- Un fou et un sage Ein Narr und ein Weiser
- Le Fou qui vend la sagesse Der Narr, der die Weisheit verkauft
- Les Frelons et les Mouches à miel Die Hornissen und die Bienen

## G
- Le Geai paré des plumes du paon Der Häher, der sich mit Pfauenfedern schmückte
- La Génisse, la Chèvre, et la Brebis, en société avec le Lion Das Kalb, die Ziege und das Schaf als Genossen des Löwen
- Le Gland et la Citrouille Die Eichel und der Kürbis
- La Goutte et l'Araignée Die Gicht und die Spinne
- La Grenouille et le Rat Der Frosch und die Maus
- La Grenouille qui veut se faire aussi grosse que le Bœuf Der Frosch, der dem Stier an Größe gleichen wollte
- Les Grenouilles qui demandent un Roi Die Frösche, die einen König haben wollen

## H
- Le Héron Der Reiher
- L'Hirondelle et les petits Oiseaux Die Schwalbe und die kleinen Vögel
- L'Homme entre deux âges et ses deux maîtresses Der Mann zwischen zwei Lebensaltern und zwei Geliebten
- L'Homme et l'Idole de bois Der Mann und das hölzerne Götzenbild
- L'Homme et la Couleuvre Der Mensch und die Natter
- L'Homme et la Puce Der Mensch und der Floh
- L'Homme et son image Der Mensch und sein Ebenbild
- L'Homme qui court après la fortune et l'Homme qui l'attend dans son lit Der Mensch, der dem Glück nachläuft, und der, welcher es in seinem Bett erwartet
- L'Horoscope Das Horoskop
- L'Huître et les Plaideurs Die Auster und die Streitsüchtigen

## I
- L'Ingratitude et l'injustice des Hommes envers la Fortune Die Undankbarkeit und Ungerechtigkeit der Menschen gegen das Schicksal
- L'Ivrogne et sa femme Der Trunkenbold und sein Weib

## J
- Le Jardinier et son Seigneur Der Gärtner und sein Herr
- La Jeune Veuve Die junge Witwe
- Le Juge arbitre, l'Hospitalier et le Solitaire Der Richter, der Krankenpfleger und der Einsiedler
- Jupiter et le Métayer Jupiter und der Pächter
- Jupiter et le Passager Jupiter und der Reisende
- Jupiter et les Tonnerres Jupiter und die Donnerwetter

## L
- Le Laboureur et ses Enfants Der Bauer und seine Kinder
- La Laitière et le Pot au lait Das Milchmädchen und der Milchtopf
- La Lice et sa Compagne Die Hündin und ihre Freundin
- Le Lièvre et la Perdrix Der Hase und das Rebhuhn
- Le Lièvre et la Tortue Der Hase und die Schildkröte
- Le Lièvre et les Grenouilles Der Hase und die Frösche
- La Ligue des rats Der Bund der Ratten
- Le Lion Der Löwe
- Le Lion abattu par l'Homme Der vom Menschen niedergeworfene Löwe
- Le Lion amoureux Der verliebte Löwe
- Le Lion devenu vieux Der altgewordene Löwe
- Le Lion et l'Âne chassant Der Löwe und der Esel auf der Jagd
- Le Lion et le Chasseur Der Löwe und der Jäger
- Le Lion et le Moucheron Der Löwe und die Mücke
- Le Lion et le Rat Der Löwe und die Ratte
- Le Lion, le Singe, et les Deux Ânes Der Löwe, der Affe und die beiden Esel
- Le Lion malade et le Renard Der kranke Löwe und der Fuchs
- Le Lion s'en allant en guerre Der Löwe, der in den Krieg ziehen wollte
- Le Lion, le Loup, et le Renard Der Löwe, der Wolf und der Fuchs
- La Lionne et l'Ourse Die Löwin und die Bärin
- Le Loup devenu Berger Der Wolf als Schäfer
- Le Loup et l'Agneau Der Wolf und das Lamm
- Le Loup et la Cigogne Der Wolf und der Storch
- Le Loup et le Chasseur Der Wolf und der Jäger
- Le Loup et le Chien Der Wolf und der Hund
- Le Loup et le Chien maigre Der Wolf und der magere Hund
- Le Loup et le Renard Der Wolf und der Fuchs (am Brunnen)
- Le Loup et les Bergers Der Wolf und die Hirten
- Le Loup, la Chèvre, et le Chevreau Der Wolf, die Ziege und das Zicklein
- Le Loup, la Mère, et l'Enfant Der Wolf, die Mutter und das Kind
- Le Loup plaidant contre le renard par-devant le singe Der Affe als Richter zwischen Wolf und Fuchs
- Les Loups et les Brebis Die Wölfe und die Schafe

## M
- Le mal Marié Der unglückliche Ehemann
- Le Marchand, le Gentilhomme, le Pâtre, et le Fils de Roi Der Kaufmann, der Edelmann, der Hirt und der Prinz
- Le Mari, la Femme, et le Voleur Der Ehemann, die Frau und der Dieb
- La Matrone d'Éphèse Die Matrone von Ephesus
- Les Médecins Die Ärzte
- Les Membres et l'Estomac Die Körperglieder und der Bauch
- Le Meunier, son Fils et l'Âne Der Müller, sein Sohn und Esel
- Le Milan et le Rossignol Der Milan und die Nachtigall
- Le Milan, le Roi, et le Chasseur Die Weihe, der König und der Jäger
- La Montagne qui accouche Der kreißende Berg
- La Mort et le Bûcheron Der Tod und der Holzfäller
- La Mort et le Malheureux Der Tod und der Unglückliche
- La Mort et le Mourant Der Tod und der Sterbende
- La Mouche et la Fourmi Die Fliege und die Ameise
- Le Mulet se vantant de sa généalogie Das Maultier, das sich seiner Abstammung rühmt

## O
- Les Obsèques de la lionne Das Leichenbegängnis der Löwin
- L'Œil du Maître Das Auge des Herrn
- L'Oiseau blessé d'une flèche Der durch einen Pfeil verletzte Vogel
- L'Oiseleur, l'Autour, et l'Alouette Der Vogelsteller, der Habicht und die Lerche
- L'Oracle et l'Impie Das Orakel und der Gottlose
- Les Oreilles du Lièvre Die Ohren des Hasen
- L'Ours et l'Amateur des jardins Der Bär und der Gartenfreund
- L'Ours et les deux Compagnons Der Bär und die zwei Burschen

## P
- Le Paon se plaignant à Junon Der Pfau, der sich bei Juno beklagte
- Parole de Socrate Ein Wort des Sokrates
- Le Pâtre et le Lion Der Hirte und der Löwe
- Le Paysan du Danube Der Bauer von der Donau
- La Perdrix et les Coqs Das Rebhuhn und die Hähne
- Le Petit Chien qui secue de l'Argent et des Pierreries Der kleine Hund, der Silber und Steine schüttelt
- Le Petit Poisson et le Pêcheur Der kleine Fisch und der Fischer
- Phébus et Borée Phöbus und Boreas
- Philemon und Baucis Philemon und Baucis
- Philomèle et Progné Philomele und Prokne
- Le Philosophe Scythe Der skythische Philosoph
- Les Poissons et le Berger qui joue de la flûte Die Fische und der flötende Schäfer
- Les Poissons et le Cormoran Die Fische und der Seerabe
- Le Pot de terre et le Pot de fer Der irdene Topf und der eiserne Topf
- La Poule aux œufs d'or Die Henne mit den goldnen Eiern
- Le Pouvoir des Fables Die Macht der Fabel

## Q
- La Querelle des Chiens et des Chats, et celle des Chats et des Souris Der Streit der Hunde und Katzen und der der Katzen und Mäuse

## R
- Le Rat de ville et le Rat des champs Stadtratte und Landratte
- Le Rat et l'Éléphant Die Ratte und der Elefant
- Le Rat et l'Huître Die Ratte und die Auster
- Le Rat qui s'est retiré du monde Die Ratte, die sich von der Welt zurückgezogen
- Le Renard anglais Der englische Fuchs
- Le Renard ayant la queue coupée Der Fuchs mit dem gestutzten Schwanz
- Le Renard et la Cigogne Der Fuchs und der Storch
- Le Renard et le Bouc Der Fuchs und der Ziegenbock
- Le Renard et le Buste Der Fuchs und die Büste
- Le Renard et les Poulets d'Inde Der Fuchs und die Truthühner
- Le Renard et les Raisins Der Fuchs und die Trauben
- Le Renard, le Singe, et les Animaux Der Fuchs, der Affe und die Tiere
- Le Renard, les Mouches, et le Hérisson Der Fuchs, die Fliegen und der Igel
- Le Renard, le Loup, et le Cheval Der Fuchs, der Wolf und das Pferd
- Le Renard et l'Écureuil : nach La Fontaines Tod 1861 gedruckt[2]
- Rien de trop Nichts zu viel
- Le Rieur et les Poissons Der Spötter und die Fische

## S
- Le Satyre et le Passant Der Satyr und der Wanderer
- Le Savetier et le Financier Der Schuster und der Reiche
- Le Serpent et la Lime Die Schlange und die Feile
- Simonide préservé par les dieux Wie Simonides von den Göttern beschützt wurde
- Le Singe Der Affe
- Le Singe et le Chat Der Affe und die Katze
- Le Singe et le Dauphin Der Affe und der Delphin
- Le Singe et le Léopard Der Affe und der Leopard
- Le Soleil et les Grenouilles Die Sonne und die Frösche
- Le Songe d'un habitant du Mogol Des Moguls Traum
- Les Souhaits Die Wünsche
- Les Souris et le Chat-Huant Die Mäuse und die Eule
- La Souris métamorphosée en fille Die in ein Mädchen verwandelte Maus
- Le Statuaire et la Statue de Jupiter Der Bildhauer und das Standbild des Jupiter

## T
- Testament expliqué par Ésope Äsop als Testamentsausleger
- La Tête et la queue du Serpent Schlangenkopf und Schlangenschwanz
- Du Thésauriseur et du Singe Der Schätzesammler und der Affe
- Tircis et Amarante Tircis und Amarant
- Le Torrent et la Rivière Der Bergbach und der Fluss
- La Tortue et les deux Canards Die Schildkröte und die beiden Enten
- Le Trésor et les deux Hommes Der Schatz und die beiden Männer
- Tribut envoyé par les Animaux à Alexandre Wie die Tiere Alexander Tribut schickten

## V
- Les Vautours et les Pigeons Der Geier und die Tauben
- Le Vieillard et l'Âne Der Greis und der Esel
- Le Vieillard et les Trois Jeunes Hommes Der Greis und die drei Jünglinge
- Le Vieillard et ses Enfants Der Greis und seine Kinder
- La Vieille et les deux Servantes Die Alte und die beiden Mägde
- Le Vieux Chat et la Jeune Souris Die alte Katze und die junge Maus
- Le Villageois et le Serpent Der Landmann und die Schlange
- Les Voleurs et l'Âne Die Diebe und der Esel